# بخش کوچینوکا
بخش کوچینوکا (به اسپانیایی: Departamento de Cochinoca) یک منطقهٔ مسکونی در آرژانتین است که در استان خوخوی واقع شده‌است. بخش کوچینوکا ۷٬۸۳۷ کیلومتر مربع مساحت و ۱۲٬۱۱۱ نفر جمعیت دارد.